# 1-metil-2-pirrolidone
L'1-metil-2-pirrolidone (o N-metil-2-pirrolidone) è un composto organico eterociclico ed un γ-lattame. È un liquido incolore se puro, tendente al giallo se impuro, altobollente, dall'odore di ammina. È un composto irritante. È solubile in acqua e nella maggior parte dei solventi organici ed è esso stesso un solvente polare aprotico, come la dimetilformammide e il dimetilsolfossido.
Di grande importanza applicativa è un composto simile, il 1-vinil-2-pirrolidone.

## Applicazioni
L'NMP viene utilizzato per recuperare alcuni idrocarburi generati nella lavorazione di prodotti petrolchimici, come il recupero di 1,3-butadiene e acetilene. Viene utilizzato per assorbire l'acido solfidrico da gas acidi e impianti di idrodesolforazione. Le sue buone proprietà di solvibilità hanno portato all'utilizzo di NMP per sciogliere un'ampia gamma di polimeri. In particolare, viene utilizzato come solvente per il trattamento superficiale di tessuti, resine e plastiche rivestite di metallo o come sverniciatore. Viene anche utilizzato come solvente nella preparazione commerciale del poliparafenilensolfuro. Nell'industria farmaceutica, l'N-metil-2-pirrolidone viene utilizzato nella formulazione per farmaci sia per via orale che transdermica.. Viene anche utilizzato pesantemente nella fabbricazione di batterie agli ioni di litio, come solvente per la preparazione degli elettrodi, anche se ci sono molti sforzi per sostituirlo con solventi di minore impatto ambientale, come l'acqua.

## Aspetti biologici
Nei ratti, l'NMP viene assorbito rapidamente dopo la somministrazione per inalazione e per via orale e cutanea, distribuito in tutto l'organismo ed eliminato principalmente per idrossilazione in composti polari, che vengono escreti attraverso l'urina. Circa l'80% della dose somministrata viene escreta come NMP e i suoi metaboliti entro 24 ore. Nei roditori si osserva una colorazione gialla delle urine probabilmente dipendente dalla dose. Il principale metabolita è il 5-idrossi-N-metil-2-pirrolidone.
Gli studi sull'uomo mostrano risultati comparabili. La penetrazione attraverso la pelle umana è molto rapida. L'NMP viene rapidamente biotrasformato mediante idrossilazione in 5-idrossi-N-metil-2-pirrolidone, che viene ulteriormente ossidato in N-metilsuccinimide; questo intermedio viene ulteriormente idrossilato a 2-idrossi-N-metilsuccinimmide. Questi metaboliti sono tutti incolori. Le quantità escrete di metaboliti NMP nelle urine dopo l'inalazione o l'assunzione orale rappresentavano rispettivamente circa il 100% e il 65% delle dosi somministrate. L'NMP ha un basso potenziale di irritazione della pelle e un moderato potenziale di irritazione agli occhi nei conigli. Dosi giornaliere ripetute di 450 mg/kg di peso corporeo somministrate sulla pelle hanno causato emorragie dolorose e gravi e formazione di escara nei conigli. Questi effetti avversi non sono stati osservati nei lavoratori esposti professionalmente a NMP puro, ma sono stati osservati dopo l'esposizione cutanea a NMP utilizzato nei processi di pulizia. Non è stato osservato alcun potenziale di sensibilizzazione.